# Лапинская, Татьяна Александровна
Лапинская Татьяна Александровна (15 февраля 1915, село Севериновка (Тростянецкий район) — 27 марта 2006, Москва) — педагог, пятнадцать лет возглавляла кафедру петрографии и геохимии осадочных пород (ныне кафедра литологии), выдающийся учёный, доктор геолого-минералогических наук, профессор.

## Основные даты жизни и трудовой деятельности
- 1915 — 15 февраля родилась в с. Севериновке Тростянецкого района Винницкой области УССР в семье учителей.
- 1916 — Переезд семьи в Москву.
- 1922—1932 — Учеба в московской школе (7 классов) и Нефтехимическом техникуме.
- 1932—1938 — Учеба на геолого-разведочном факультете М}iI4 им. И.М. Губкина. Окончила институт с отличием с присвоением звания инженера-геолога по специальности (<Разведка нефтяных и газовых месторождений».
- 1938—1939 — Инженер-геолог Байкальской нефтеразведки Восточно-Сибирского геологического треста Главгеологии СССР. 1939-1940 Ассистент кафедры общей геологии МИИ им. И.М. Губкина. 1940-1944 Ассистент кафедры петрографии осадочных пород МКИ им. И.М. Губкина, обучение в аспирантуре.
- 1941 — Принята в члены КПСС
- 1941—1943 — Находилась вместе с коллективом института в эвакуации в г. Уфе.
- 1944 — Защита диссертации на тему «Метод определения окатанности обломочных компонентов осадочных пород» с присуждением ученой степени кандидата геолого-минералогических наук.
- 1944—1946 — И.о. доцента кафедры петрографии осадочных пород МИИ. 1946	Утверждена в ученом звании доцента и избрана на должность доцента кафедры петрографии и геохимии осадочных пород. 1948-1950 Учеба в вечернем университете марксизма-ленинизма при МГК ВКП(б) для научных работников.
- 1946—1953 — Периодически в летние полевые сезоны принимала участие в работах экспедиции №1 ИГЕМ АН СССР в качестве научного сотрудника.
- 1950—1959 — Член лекционного бюро Ленинского районного совета депутатов трудящихся.
- 1953—1990 — Ответственный исполнитель научно-исследовательских тем по изучению кристаллического фундамента Волго-Уральской нефтегазоносной провинции.
- 1956—1995 — Член Межведомственного литологического комитета АН СССР и РАН.
- 1957—1959 — депутат 6-го созыва Ленинского районного совета депутатов трудящихся.
- 1960—1974 — Заведующая кафедрой петрографии и геохимии осадочных пород.
- 1960 — Командировка в порядке оказания научно-технической помощи в Китайскую Народную Республику.
- 1962, 1963, 1965, 1967 - Командировки в порядке оказания научно-технической помощи по заданию Министерства геологии СССР в Чехословацкую Социалистическую Республику, в Венгерскую Народную Республику, в Народную Республику Болгарию.
- 1966 — Защита диссертации на соискание ученой степени доктора геолого-минералогических наук на тему «Кристаллический фундамент Волго-Уральской области (состав и некоторые особенности строения)».
- 1968 — Командировка по межвузовскому обмену и сотрудничеству в Румынскую Социалистическую Республику.
- 1968 — Присуждение ученой степени доктора геолого-минералогических наук.
- 1968 — Утверждена в ученом звании профессора по кафедре петрографии и геохимии осадочных пород.
- 1968—1981 — Профессор кафедры петрографии и геохимии осадочных пород.
- 1970—1985 — Член Межведомственного регионального петрографического совета по европейской части СССР
- 1973—1987 — Председатель Совета по работе с выпускниками МИВГ им. И.М. Губкина.
- 1981—2006 — Профессор-консультант и руководитель научных работ на общественных началах.
- 27 марта 2006 Татьяна Александровна Лапинская скончалась, похоронена на донском кладбище в Москве.

## Научно-производственные и общественные достижения
Автор и соавтор более 200 научных работ, 2-х учебников, 8 монографий.
Важнейшие работы:
- «Основы петрографии (учебник)» (соавтор Б.К. Прошляков) (1974, 1981)
- «Погребенная кора выветривания фундамента Волго-Уральской газонефтеносной провинции и её геологическое значение» (1967, соавтор Е.Г. Журавлев)
- «Кристаллический фундамент Татарстана и проблемы его нефтегазоносности» (1996, коллектив авторов) и др. монографии.

Научный руководитель петрографических исследований кафедры в Волго-Уральской области (1956-1990).
Подготовила 15 кандидатов наук.
Общественные достижения
- Депутат Ленинского районного Совета Москвы (1957-1959)
- Председатель Совета по связи и работе с выпускниками МНИ (1973-1987)
- член Междуведомственного литологического комитета АН ССР (1953-1995)
- член регионального петрографического совета по Европейской части СССР (1970-1985)
- член Специализированного совета МНИ – ГАНГ им. И.М. Губкина по защите кандидатских и докторских диссертаций (1944-1990)

## Ученые степени и звания
- кандидат геолого-минералогических наук (1944)
- доцент (1945)
- доктор геолого-минералогических наук (1968)
- профессор (1968)

## Награды
- 1946 г. - медаль «За доблестный труд в Великой Отечественной войне».
- 1948 г. - медаль «В память 800-летия Москвы».
- 1951 г. - медаль «За трудовую доблесть».
- 1960 г. - медаль Общества Китайско-Советской дружбы.
- 1961 г. - медаль «За трудовую доблесть».
- 1970 г. - медаль «За доблестный труд. В ознаменование 100-летия со дня рождения В.И. Ленина».
- 1971 г. орден «Знак Почета».
- 1973 г. - знак «Победитель социалистического соревнования». 1975 г. - нагрудные знаки Министерства ВССО СССР:
- «За отличные успехи в работе»;
- «Отличник Министерства газовой промышленности»; «Отличник разведки недр».
- 1976 г. - медаль «В честь 30-летия Победы в Великой Отечественной войне».
- 1976 г. - медаль «Ветеран труда».
- 1980 г. - орден Октябрьской Революции;
- 1980 г. - медаль «40 лет Победы в Великой Отечественной войне». 1985 г. - звание «Почетный разведчик недр».
- 1995 г. - звание «Почетный работник газовой промышленности».
- 2005 г. - присвоено звание лауреата Государственной премии Республики Татарстан в области науки и техники за монографию «Геология Татарстана. Стратиграфия и тектоника».
- 2005 г. - золотой значок и медаль «За заслуги перед Университетом».